# بول ديميتر
بول ديميتر مواليد 9 مايو 1904 في بلجيكا - الوفاة 2 يوليو 1934 في ألمانيا، كان متسابق دراجات نارية بلجيكي. حقق خمسة انتصارات في موسم سنة 1934 وكان بطل أوروبا في فئة 500 سي سي. توفي إثر حادث تعرض له أثناء السباق في جائزة ألمانيا الكبرى للدراجات النارية في ساتشسينرينج حيث فقد السيطرة على دراجته النارية.